# Sigmund

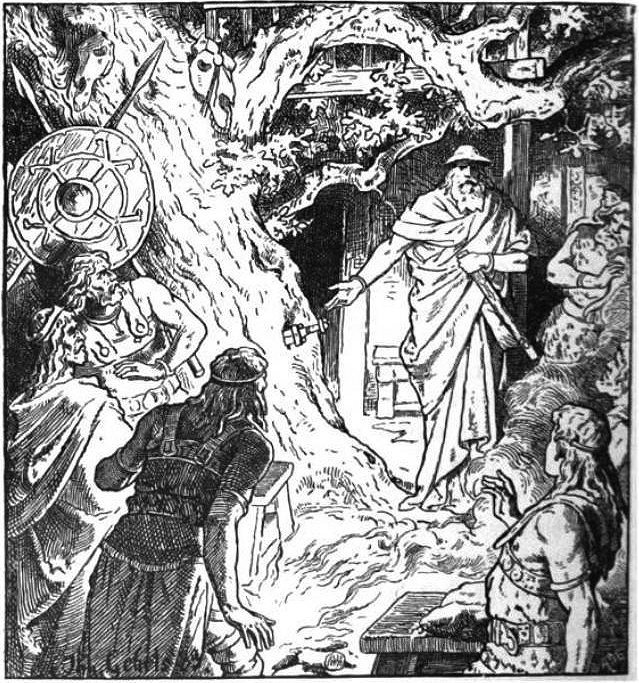
La espada de Sigmund (Sigmunds Schwert, 1889) de Johannes Gehrts. Odín muestra la espada que acaba de clavar en el roble Barnstokkr.

En la mitología nórdica, Sigmund es hijo de Volsung y padre del héroe Sigurd de la Saga Volsunga y del Cantar de los nibelungos. Una adaptación de su historia aparece en la ópera La valquiria (Die Walküre), del ciclo El anillo del nibelungo (Der Ring des Nibelungen), de Richard Wagner; el personaje es conocido allí como Siegmund, y con su gemela Signy (o Sieglinde) concibe incestuosamente al héroe Sigfrido.

## Sigmund y la espada Balmung

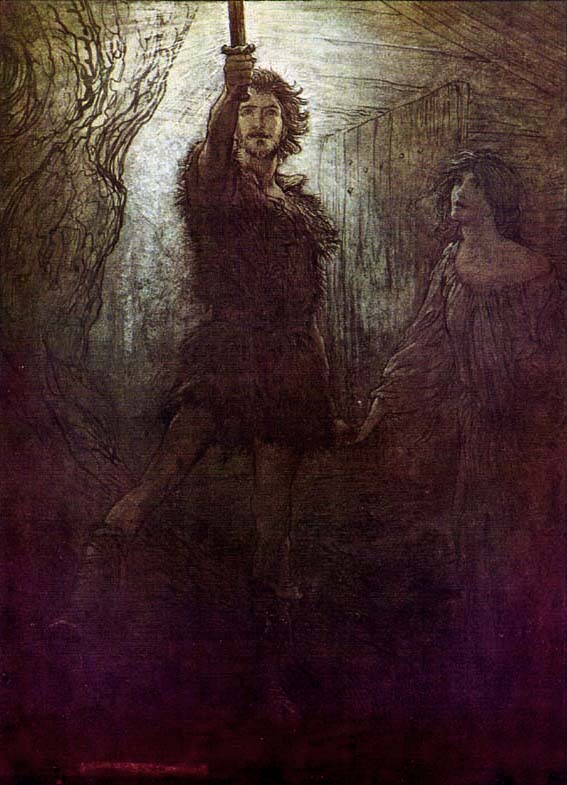
Ilustración de Arthur Rackham para la obra de Wagner La valquiria: Sigmund toma como esposa a su hermana Sieglinde y alza su espada en juramento.

Disfrazado de mendigo, Odín clavó la espada mágica Balmung o Gram (forjada por el mítico herrero Völundr) en el árbol Barnstokkr, un roble que estaba en el palacio de Volsung. En aquel lugar se celebraba un banquete en torno a la boda de Signy y el rey de Götaland: Siggeir. Luego Odín predijo grandes cosas para el héroe que fuera capaz de sacarla de allí. De todos los nueve príncipes de Volsung que lo intentaron, sólo lo consiguió Sigmund, el más joven de ellos.
También hay un relato en el que Balmung es destruida en una batalla por Odin, pero más tarde es reforjada esta espada para que Sigurd (Siegfried) la utilice contra Fafnir.

## Sigmund muere
Sigmund en la tierra de Siggeir, asesina a los hijos de este rey. Cuando regresó a su tierra se casó con Borghild, de la que le nacieron dos hijos llamados Helgi y Hamund. Luego se enamoró de Hjördis Eylimasdatter (n. 708), a quien pretendía el hijo del rey Hunding.
La batalla que sostuvieron uno y otro por la doncella culminó con Sigmund mortalmente herido. En su agonía, Sigmund confió su espada, deseando que la guardara para el hijo que había de nacer. «Y ahora —dijo él— estoy muy cansado a causa de mis heridas y voy a ver a nuestros parientes que se han ido antes que yo». Hjördis se sentó junto él y le acompañó hasta que falleció al amanecer.

## Su hijo Sigurd
Hjördis se casó entonces con Hialprek, rey de Dinamarca. En su corte nació Sigurd, el hijo de Hjördis y Sigmund.